# ゲオルギ・カバコフ
ゲオルギ・ニコロフ・カバコフ（Georgi Nikolov Kabakov、ブルガリア語: Георги Кабаков、1986年2月22日 - ）はブルガリア・プロヴディフ出身のサッカー審判員（国際審判員）。
2001年から審判員としての活動を始めており、2007年からはブルガリアのトップディビジョンであるブルガリアプロサッカーリーグを担当。
2013年からは国際サッカー連盟 (FIFA) に国際審判員として登録されている。2015年には母国ブルガリアで開催されたUEFA U-17欧州選手権2015に第4審として参加。同年ギリシャで開催されたUEFA U-19欧州選手権2015には主審として参加。2017年までに35試合の国際試合経験をこなす。
UEFAヨーロッパリーグでは2016–17シーズン、2017–18シーズン、2018–19シーズンと担当しており、UEFAネーションズリーグでは、2018-19年大会のオーストリア対北アイルランドの一戦を担当した。
UEFAチャンピオンズリーグでは、2018-19シーズンのグループステージがデビューとなり、エスタディオ・デ・メスタージャで行われたバレンシアCF対マンチェスター・ユナイテッドを担当した。